# 劉鴻敏
劉鴻敏（1993年11月10日—）是台灣男子排球運動員，畢業於國立臺灣師範大學運動競技學系 ，雙胞胎弟弟劉鴻同為排球選手。

## 球員生涯
2018年亞洲運動會後，與弟弟劉鴻杰前往中国男子排球超級联赛、泰國男子排球聯賽等聯賽試訓，最終決定加盟泰國球隊Diamond Food Saraburi VC。
2019年8月8日，劉鴻敏加盟日本排球聯賽一級球隊松下黑豹。
2021年，劉鴻敏因傷勢，以及自2020年爆發的COVID-19疫情影響，返台加盟企業排球聯賽桃園臺灣產險男子排球隊。企業十八年賽季，劉鴻敏與弟弟劉鴻杰一同加盟連莊排球隊，協助隊伍取得聯賽總冠軍，並中斷衛冕冠軍台電男排8連霸。2023年4月，劉鴻敏參加韓國V聯賽的亞洲外援選拔，最終由抽選第六順位的議政府KB保險明星團隊選中，最快於2023-2024賽季於韓國聯賽亮相。

## 經歷
- 中華臺北代表：
  - 世界大學運動會：2015[8]、2017
  - 亞洲運動會：2014、2018
  - 亞洲男子排球錦標賽：2015[9]、2017、2019、2021
  - 亞洲盃排球賽：2018、2022
  - 天津東亞運動會：2013[10]

## 榮譽

### 國家隊
- 2018年 - 亞洲運動會排球比賽： 季軍

### 俱樂部
- 2019–2020 日本排球聯賽V1： 亞軍（松下黑豹）
- 2021–2022 企業十七年甲級男女排球聯賽： 冠軍（屏東台電男子排球隊）
- 2022–2023 企業十八年甲級男女排球聯賽： 冠軍（連莊排球隊）

### 個人獎項
- 2017年 - 企業十二年甲級男女排球聯賽：年度優秀球員
- 2018年 - 亞洲盃男子排球賽：最佳主攻手

## 戲劇作品
- HIStory2越界

## 外部連結
- 鴻敏 鴻杰 TWINS的Facebook專頁
- 劉鴻敏的Instagram帳戶
- TPE - 男排劉鴻敏 劉鴻杰- 雙胞胎出征世大運
- 台灣史上最強男排雙胞胎 劉鴻敏、劉鴻杰國際賽亮眼（页面存档备份，存于）